# Champion Boxing
Champion Boxing (チャンピオンボクシング) est un jeu vidéo de boxe développé par Sega-AM2 et édité par Sega en 1984 au Japon et en Europe sur la console SG-1000. Il est par la suite porté sur borne d'arcade, mais la durée de production de la cartouche permet à cette version de sortir en premier, en novembre 1984. En 1985, le jeu est également édité sur l'ordinateur MSX. Il permet à deux joueurs de s'affronter dans un combat de boxe, avec décompte du temps et des rounds. C'est le premier jeu développé par Yū Suzuki, ainsi que celui de Rieko Kodama.
En 1985, une suite intitulée Champion Pro Wrestling, qui met en scène du catch plutôt que la boxe, est publiée sur borne d'arcade, puis porté sur la console SG-1000 et sur MSX la même année.

## Système de jeu
Champion Boxing est un jeu vidéo de boxe affiché dans une vue latérale. Le ring est quant à lui affiché dans une très légère perspective de dessus. En arrière plan le public es tvisible et l'arbitre est orésent sur le ring jusqu'au lancement du combat. Le joueur incarne un petit boxeur brun (ressemblant à Rocky Balboa joué par Sylvester Stallone) luttant contre un grand boxeur blond, qui doit asséner des coups à son adversaire et le mettre KO pour vaincre. Chaque coup déforme le visage de son adversaire. Le joueur déplacer le personnage joueur vers la gauche ou la droite, ce qui permet en réalité de l'avancer ou de le faire reculer. Le jeu permet de décrocher trois types de frappes, soit le jab, le direct et l'uppercut. Le joueur peut choisir la zone d'impact, à la tête ou au corps, ou s'il ne frappe pas, de se mettre en garde et de parer les coups au niveau de sa tête ou de son corps. L'objectif est de remporter le combat de boxe. Le jeu propose cinq niveaux de difficulté, et deux modes de jeu, seul contre l'ordinateur ou à deux joueurs, l'un contre l'autre. Un round dure 90 secondes, et le combat compte 3 reprises en solo, et 5 à deux joueurs. Si le personnage joueur reçoit des coups, sa jauge de fatigue située en bas de l'écran passe du bleu, au jaune, puis au rouge, avant tomber au sol KO, lorsque la barre de vie est vide. Le joueur peut ne pas se relever d'un KO et perdre le match. Le joueur totalisant le plus grand nombre de points en fonction des coups qu'il a donnés, par rapport ceux qu'il a reçu, remporte le round. Celui qui gagne le plus de reprise remporte le combat,,,.
Quand le joueur gagne le combat, le pingouin Pengo issu du jeu vidéo éponyme, traverse l'écran puis brandit un panneau avec l'inscription « KO » pour fêter la victoire, comme il le fait dans ce jeu.

## Développement

### Genèse et équipe
Champion Boxing est développé par Sega-AM2, notamment par une toute petite équipe. C'est le premier jeu développé par Yū Suzuki, durant sa première année chez Sega, qu'il intègre en 1983. Suzuki a au départ pour objectif de devenir enseignant. Durant son adolescence, il se passionne pour le hard rock et tente d'en faire son métier. Mais, ses projets évoluent lorsqu'il acquiert son premier ordinateur et se passionne pour l'informatique. Il possède un ordinateur basé sur un Z8 qu'il a monté seul, puis il utilise rapidement un NEC PC-8000. De plus, il est assez bricoleur ; il obtient de nombreux jouets comme des maquettes, qu'il ne construit pas selon ses plans, mais dont il se sert des pièces pour inventer ses propres jouets. À la sortie de ses études en programmation informatique à l'université d'Okayama, il se sent l'obligation d'envoyer des courriers à de nombreuses entreprises. Parmi celles-ci, il estime qu'il doit au moins envoyer une lettre dans le secteur du jeu vidéo. Il choisit Sega, car l'entreprise lui semble attrayante et finit par y accepter un poste pour cette raison, notamment car Sega permet deux jours de repos par semaine. Pour lui, s'il est essentiel de réussir sa vie professionnelle, il ne l'est pas moins de s'épanouir dans la vie privée et il estime que le temps libre permet ainsi de se réaliser,. C'est aussi la première réalisation de l'artiste Rieko Kodama,,. Celle-ci vient de terminer ses études en graphisme, mais elle ne connait pas du tout le domaine de l'informatique. Elle suit l'une de ses camarades de classe, qui quitte ses études pour rentrer chez Sega quelque temps avant elle. Elle est censée travailler dans le service publicité, mais il n'en est rien, et elle est directement placée sur le développement de Champion Boxing. Yoshiki Kawasaki, qui travaille depuis plusieurs années chez Sega, fait également partie de l'équipe. Il a précédemment travaillé sur des jeux comme Spatter ou Flicky. C'est grâce aux conseils de ce dernier, que Kodama améliore ses techniques pour concevoir des graphismes de meilleurs qualité. Elle dévoile que chez Sega à cette époque, il y a un professeurs (un ingénieur de chez Sega ayant de l'expérience) aide les débutants sur chaque aspect du jeu, la musique, les graphismes, etc. C'est aussi de cette manière que Suzuki apprend son métier depuis son entrée chez Sega, où il observe, il travaille, il progresse et apprend les rouages de la discipline. Pendant un an, Suzuki est placé de jeu en jeu pour y régler des problèmes. Dès qu'il y a un dysfonctionnement, il est ainsi amené à travailler sur un autre projet pour résoudre ces éventuels bugs. Si différentes entités existent déjà chez Sega, comme Software R&D Department (Research and Development), il existe une certaine porosité permettant aux programmeurs de travailler sur différents projets, d'autant plus que les différents services sont regroupés dans le même bâtiment. Il ne fait que suivre les consignes et ne prend pas d'initiative. Mais, il se fait rapidement remarquer pour la minutie de son travail. Selon ses déclarations, à cette époque, seulement quatre ou cinq développeurs sont « bons » chez Sega et il estime être le meilleur, du point de vue de la rapidité de travail et de l'optimisation du matériel. Il gravit progressivement les échelons, il intègre Sega R&D Dept. 2 en octobre 1983, et obtient finalement son premier poste, en tant que créatif sur Champion Boxing,.

### Conception
Champion Boxing nait de la volonté de Sega d'adapter le film Rocky III en jeu vidéo. Le film vient de sortir plutôt récemment au Japon. Il a obtenu un succès important dans la plupart des pays où il est sorti, avec par exemple 124 millions de dollars de gains au box-office américain ou 3 millions d'entrées en France. Sega tente de négocier les droits de licence, mais ne parvient pas à les acquérir auprès des ayants droit. Sega se contente donc d'une sobre inspiration.
Le projet qualifié de « mineur » par Suzuki, démarre sous la forme d'un test, et au départ, c'est Kodama qui est la première conceptrice. Elle crée les personnages. Mais l'équipe manque de concepteur, donc Suzuki aide pour dessiner le jab, le direct et l'uppercut. Kawasaki est chargé de réaliser le public en arrière-plan. Malgré les limitations en termes de mémoire, il réussit à créer de nombreux changements d'expressions sur les visages des personnages et de couleurs. Suzuki, débutant à ce moment-là, précise qu'il est rassuré de travailler avec un développeur de l'expérience de Kawasaki. Durant tout le développement, Suzuki tente de dépasser les limites matérielles imposées par la plate-forme. Il précise qu'il était nécessaire d'être très créatif pour concevoir un jeu original et différent des autres productions sur la console, à cause des limitations en termes de capacité.

### Portages
La direction de Sega estime finalement que le jeu qui vient d'être créé est assez bon pour être édité en tant que jeu d'arcade. En 1984, une simple console SG-1000 est placée dans une borne d'arcade avec le jeu, puis celle-ci est placée en test dans une salle de jeu. Les résultats sont si positifs que Sega fini par gérer la salle d'arcade. Elle fonctionne grâce à un système d'arcade basé sur la console SG-1000, équipée d'un processeur Zilog Z80 cadencé à 3,579 545 mhz et d'une puce audio Texas Instruments SN76496 fonctionnant à la même vitesse. L'écran est orienté horizontalement avec une résolution de 280 × 216 pixels, 16 couleurs et un taux de rafraîchissement de 60 hz. La borne est équipée de deux joysticks à 8 directions et de deux boutons par joueur,.
Toutefois à cette époque chez Sega, la durée pour créer la ROM d'un jeu sur cartouche est de trois mois, si bien que la version SG-1000 part en production et la version arcade se retrouve être la première version du jeu mise que le marché. La borne est commercialisée en novembre 1984. La version SG-1000, qui sort également en 1984, est compatible avec l'ordinateur SC-3000 de Sega, qui partage la même architecture matérielle. En 1985, une version compatible avec la Sega My Card est publiée. Cette version est également compatible avec le périphérique Pioneer TV Video Game Pack SD-G5 pour les télés de la marque en question. Le jeu est par la suite porté sur l'ordinateur MSX et édité par Pony Canyon en 1985,.

## Accueil
Selon les déclarations de Ken Horowitz, qui publie en 2018 un ouvrage sur l'histoire de Sega, Champion Boxing qu'il qualifie de « succès », bénéficie de « bonnes ventes ». Retro Gamer qualifie les visuels de « dessins de Rieko Kodama fantastiquement détaillés ». Le magazine rajoute que les « graphismes animés imposants sont assez impressionnants », compte-tenu des capacités limitées de la plate-forme SG-1000.
Selon Yū Suzuki, Champion Boxing n'est pas une œuvre majeure et reste plus un essai dans une entreprise Sega en pleine mutation.

## Postérité
Champion Boxing est le premier jeu de Yū Suzuki, qui réalise par la suite de nombreux jeux vidéo d'arcade, notamment Hang-On, Space Harrier, Out Run, After Burner, Virtua Racing, Virtua Fighter, ou bien Shenmue. Ce projet limité en termes d'envergure permet à Suzuki d'apprendre comment développer un jeu mais aussi comment interagir avec les différents services chez Sega « sans trop de stress »,. Suzuki précise que ce jeu l'a aidé sur le travail d'équipe, la gestion des personnes, la programmation, les graphismes et le son. Dès la fin du développement, Suzuki est promu chef de sa division (alors qu'à cette époque, la moyenne est de sept ans pour obtenir ce poste chez Sega). De son côté, Rieko Kodama, considérée comme l'une des premières femmes développeuses de jeux vidéo, participe à des jeux à succès comme The Black Onyx sur SG-1000, ou ceux des franchises Alex Kidd ou Phantasy Star,. Elle précise que le fait qu'elle soit une femme n'a jamais été un frein chez Sega, puisque l'entreprise est plus intéressée par le talent de ses employés que tout autre chose. Son travail sur Champion Boxing et ses bonnes ventes, lui permettent de prendre confiance, conforté par l'appuie de Yoshiki Kawasaki. Elle est rapidement placée en tant que conceptrice sur d'autres jeux, notamment Sega Ninja. Quant à lui, Kawasaki travaille en particulier sur Hang-On, à la conception des motos, un projet beaucoup plus important qui débute immédiatement après celui de Champion Boxing, mais aussi sur Sega Ninja.

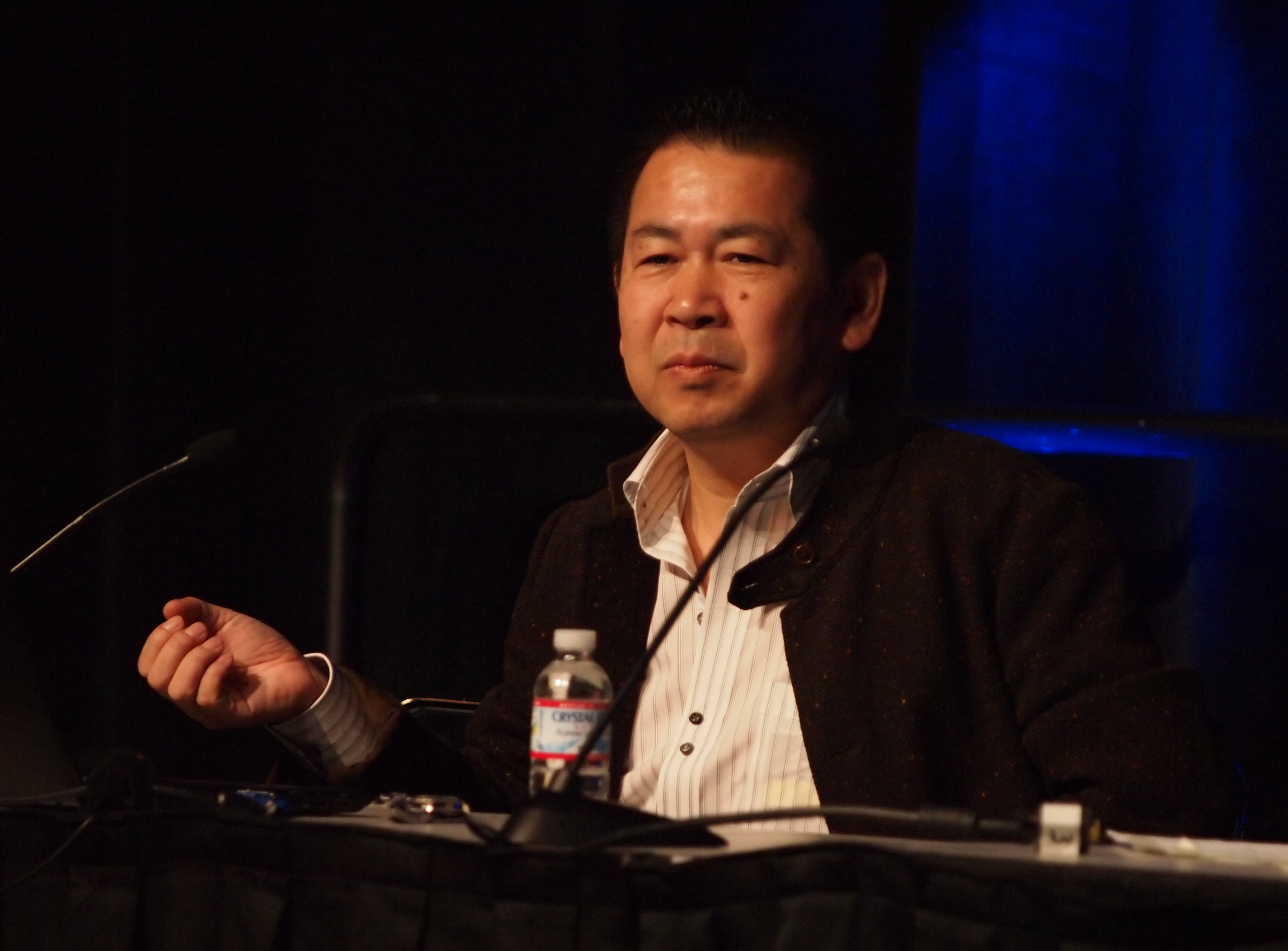
Champion Boxing est le premier jeu développé par Yū Suzuki.

En 1985, une suite intitulée Champion Pro Wrestling est publiée sur borne d'arcade, puis portée sur la console SG-1000 et sur MSX la même année. Cependant, ce n'est plus un jeu de boxe, mais de catch.
En 2016, la compilation d'anciens titres de Sega sortie sur Nintendo 3DS, développée par M2 et intitulée Sega 3D Fukkoku Archives 3: Final Stage, contient deux jeux bonus, dont Champion Boxing, déblocable si le joueur possède une sauvegarde du jeu précédent, Sega 3D Fukkoku Archives 2,.

### Ressources primaires
1. ↑  (ja) « Page officielle (Sega Arcade Game History) », sur Sega.
2. ↑  (en) Sega-AM2. Champion Boxing (SG-1000). Sega. Novembre 1984.
3. ↑  (ja) « [セガハード大百科] SC/SG対応ソフトウェア », sur Sega.jp.
4. ↑  (en) « Champion Boxing JP My Card Box Art » [image], sur Sega Retro.

### Interviews
1. 1 2 3 4 5 6 7 8 9 10 11 12 13 14 15  (en) « SG-1000: Q&A with Yu Suzuki », Retro Gamer, no 163,‎ décembre 2016, p. 61.
2. 1 2  (ja) SKIPCITY Channel, « Yu Suzuki Interview - Childhood - SEGA - Arcade Games - Game Creation » [vidéo], sur YouTube, 1er décembre 2016.
3. ↑  (ja) « 名作アルバム -『ファンタシースター』 », sur Sega.jp,‎ 4 avril 2003.

### Ressources secondaires
1. 1 2 3 4 5 6 7 8 9 10 11 12  Ken Horowitz, Sega Enters a New Era (1984-1985): Ninja Princess/Sega Ninja (March 1985), p. 81-84.
2. 1 2  (en) « Champion Boxing », sur Gaming-History.
3. 1 2 3  (ja) « Soft Information: Champion Boxing », MSX Magazine,‎ juillet 1985, p. 120 (lire en ligne).
4. 1 2 3 4 5 6 7 8 9 10 11 12 13 14  Benjamin Berget, 4. Champion Boxing (1984), p. 59-62.
5. 1 2  (ja) « Champion Boxing », MSX Magazine,‎ septembre 1985, p. 82-83 (lire en ligne).
6. 1 2  Ken Horowitz, Choplifter (October 1985), p. 89-92.
7. ↑  (en) Martin Robinson, « Out Ran: Meeting Yu Suzuki, Sega's original outsider », sur Eurogamer, 22 mars 2015.
8. ↑  (en) « The Arcade Pioneer: The Story of Yu Suzuki », Retro Gamer, no 150,‎ décembre 2015, p. 96-99.
9. 1 2  (ja) Épisode 「魔界村」に入村 - Moving to "Demon Village" ("Makaimura"), troisième épisode de la deuxième saison de la série GameCenter CX..
10. 1 2 3 4  Meagan Marie, p. 46.
11. ↑  Ken Horowitz, Hang-On (U.S.-October 1985), p. 92-97.
12. 1 2  Benjamin Berget, 3. L'entrée chez Sega (1983), p. 54-59.
13. ↑  (en) « Champion Boxing », sur Progetto EMMA.
14. ↑  (en) « SG-1000 », Retro Gamer, no 163,‎ décembre 2016, p. 56-61.
15. ↑  (en) Travis Fahs, « IGN Presents the History of SEGA », sur IGN, 21 avril 2009.
16. ↑  (en) James Mielke, « The Yu Suzuki Resume », sur 1UP.com, 9 décembre 2010.
17. ↑  (en) « Power Profiles: Rieko Kodama », Nintendo Power, no 251,‎ février 2010, p. 80-82.
18. ↑  (en) « Champion Pro Wrestling - Videogame by Sega », sur The International Arcade Museum.
19. 1 2 3  (en) Gergo Vas, « The Evolution Of Crazy Japanese Professional Wrestling Video Games », sur Kotaku, 20 mars 2013.
20. ↑  (en) « Previous title save data unlocks Girl's Garden and Champion Boxing in Sega 3D Fukkoku Archives 3 », sur Gematsu, 20 décembre 2016.
21. ↑  (en) Damien McFerran, « Matters Of Import: Sega 3D Fukkoku Archives 3: Final Stage », sur Nintendo Life, 5 janvier 2017.